# Éthanolate de sodium
L'éthanolate de sodium est un composé organique, de formule C2H5ONa. C'est une poudre jaunâtre qui est soluble dans les solvants polaires comme l'éthanol. Elle est habituellement utilisée comme base forte.

## Préparation
Peu de protocoles ont été référencés pour la préparation du solide anhydre. Ce composé est généralement préparé en solution dans l'éthanol et il est disponible sur le marché en solution dans l'éthanol. Il est facilement préparé en laboratoire par réaction du sodium métallique sur l'éthanol pur :
2 C2H5OH + 2 Na → 2 C2H5ONa + H2

Un autre procédé, moins coûteux, passe par la réaction de l'hydroxyde de sodium avec de l'éthanol anhydre. Cette réaction a pour inconvénient de ne pas transformer l'éthanol à 100%, mais peut suffire pour certaines applications. Le sel obtenu peut être purifié par précipitation dans l'acétone anhydre. Ce procédé peut être amélioré par élimination des molécules d'eau produites à l'aide de tamis moléculaires.

## Réactions
Le solide devient noir lorsqu'il est exposé à de l'air sec car il subit alors une oxydation. Dans l'air humide, il s'hydrolyse rapidement et il se forme de l'hydroxyde de sodium et de l'éthanol. Ainsi, la conservation de l'éthanolate de sodium n'est pas évidente et le produit est fréquemment contaminé par NaOH et EtOH.

L'éthanolate de sodium est souvent utilisé dans la condensation de Claisen et dans la synthèse malonique. Il est capable de déprotoner le carbone alpha d'une molécule d'ester en formant un énolate. L'ester peut aussi subir une addition-élimination  appelée transestérification. Si le réactif est un ester d'éthyle, la transestérification avec l'éthanolate de sodium n'a pas d'effet car produirait la même molécule. De façon pratique, il est préférable que le mélange alcool/alcoolate corresponde au groupement alkyle de l'ester, de façon à minimiser le nombre de produits obtenus.

## Sécurité
L'éthanolate de sodium est une base forte et il est donc corrosif.